# ケーエムシーコーポレーション
ケーエムシーコーポレーション（KMC Corporation）は、神奈川県横浜市にて自社マリーナを所有し、ボート保管業を営むと共に旅客船事業を展開する企業。
旅客船事業は、横浜・東京を拠点とし、様々なクルージングサービスを提供。たとえばチャータークルーズ・パーティークルーズ・ウエディングパーティー・プライベートクルーズなどをプランニングしている。
他に、横浜の自社マリーナを拠点に艇の販売・修理、会員制マリンクラブの運営も行っている総合マリン事業展開企業である。

## 所有船舶
- OCEAN BLEUーオセアンブルー (91ft)
- CIEL BLEUーシエルブルー (64ft)
- OCEAN CRAFTーオーシャンクラフト (68ft)
- MYIIーエムワイツー (45ft)
- MYⅢーエムワイツー (57ft)
- FRRETTI450ーフェレッティ450（45ft）
- Le Grand Bleuール・グラン・ブルー（45ft）
- Jet sailorージェットセイラー（51ft）
- トヨタポーナム31
- トヨタポーナム28GⅡ

## 沿革
- 1975年、設立。
- 1982年、生麦運河沿いにマリーナ運営開始。
- 1989年、現在の大黒町にマリーナオープン。
- 1990年、ジュニアヨットスクール開講。
- 1991年、マリーナの用地を拡大、現在の形状となる。
- 1993年、八景島シーパラダイスにマリンショップオープン。
- 1994年、会員制マリンクラブスタート。
- 1996年、運輸省優良マリーナの認定受ける。
- 1998年、パーティークルーズ事業開始。
- 2002年、旅客不定期航路事業許可を受ける。
- 2004年、旅客定期航路事業許可を受ける。
- 2014年、定期運行便として横浜〜羽田〜お台場間の乗合フェリーを運行開始。[1]。

## 事業内容
- マリーナ保管業務 オーナーズメンバー
- 会員制マリンクラブ 『クラブブルー』ハンドレッドメンバー、コーポレートメンバー
- チャータークルージング
- マリンスクール
- 船舶・マリングッズの販売
- 船舶メンテナンス
- 旅客定期航路事業（羽田）
- 旅客不定期航路事業（横浜・東京・千葉）
- その他海と船に関連する業務全般

## 所属団体
- 社団法人 日本マリーナ・ビーチ協会
- 社団法人 日本旅客船協会
- 社団法人 関東旅客船協会
- 東京湾観光船事業協議会
- 東京観光遊漁船協議会

## 販売代理店
- トヨタ自動車マリン事業部
- ヤマハ発動機株式会社

## 関連会社
- 熊澤海運株式会社
- 共栄ライン株式会社
- 大洋石油株式会社
- 昭和鉱油株式会社
- 横浜米油株式会社